# Rex Tillerson

Viceprezident USA Dick Cheney a Tillerson v Bílém domě (2007)

Rex Wayne Tillerson (* 23. března 1952 Wichita Falls, Texas) je americký manažer a politik, mezi lety 2017–2018 ministr zahraničí Spojených států. Před příchodem do vlády zastával od roku 2006 funkci předsedy představenstva a generálního ředitele jednoho z největších světových ropných koncernů ExxonMobil.
Od 1. února 2017 působil jako americký ministr zahraničí v administrativě Donalda Trumpa. Dne 13. března 2018 byl s účinností k 31. březnu téhož roku z této funkce prezidentem odvolán. Náměstek ministra zahraničí John J. Sullivan začal s dnem ministrova odvolání fakticky řídit úřad. Pravomoce pak oficiálně převzal jako zastupující ministr 1. dubna 2018 a vykonával je do jmenování řádného ministra zahraničí Mikea Pompea na konci dubna téhož toku.

## Soukromý život
Rex Tillerson byl dvakrát ženatý. Se svou první ženou se rozvedl, z tohoto manželství má dva syny - dvojčata. V roce 1986 se oženil s Rendou St. Clair, která má syna z předešlého manželství. Spolu mají jednoho syna narozeného v roce 1988.
Tillerson a jeho manželka bydlí v Bartonville ve státě Texas, kde vlastní ranč, za který zaplatili v roce 2014 méně než požadovanou částku 12 milionů dolarů. Na ranči jsou chováni ušlechtilí koně; zmrazené sperma tamějších hřebců je velmi žádané. Po svém jmenování ministrem zahraničí USA koupil Tillerson v Kalorama, což je předměstí hlavního města Washingtonu, dům za 5,6 milionu dolarů.
Vystudoval stavební inženýrství na Texaské univerzitě v Austinu.
Dlouhodobě se věnuje skautingu. V letech 2010–2012 byl prezidentem celoamerické skautské organizace Boy Scouts of America.

## Činnost v ropném průmyslu
Tillerson začal v roce 1975 pracovat v tehdejším ropném koncernu Exxon. V 90. letech vedl jeho pobočky v Jemenu a Thajsku a posléze se stal viceprezidentem divize Exxon Ventures, která působila v zemích bývalého Sovětského svazu. Po fúzi Exxonu a rovněž olejářské společnosti Mobil v roce 1999 byl jmenován výkonným viceprezidentem nově vytvořeného holdingu ExxonMobil a v roce 2004 se stal jeho prezidentem. V roce 2006 byl jmenován předsedou představenstva a generálním ředitelem celého koncernu ExxonMobil.
K jeho významným manažerským výsledkům patří například vytvoření strategického partnerství s ruskou ropnou společností Rosněfť v roce 2012; na základě této dohody měl Rosněfť mít přístup k zásobám ropy v Texasu, Kanadě a Mexickém zálivu a Exxon měl začít s průzkumem u Černého moře a v arktické oblasti Karského moře. V důsledku ekonomických sankcí uvalených na Rusko kvůli vývoji na Ukrajině a anexi Krymu v roce 2014 byla tato úzká spolupráce pozastavena a začátkem roku 2018 zcela zrušena. ExxonMobil přitom odepsal ztráty ve výši zhruba 200 milionů dolarů.

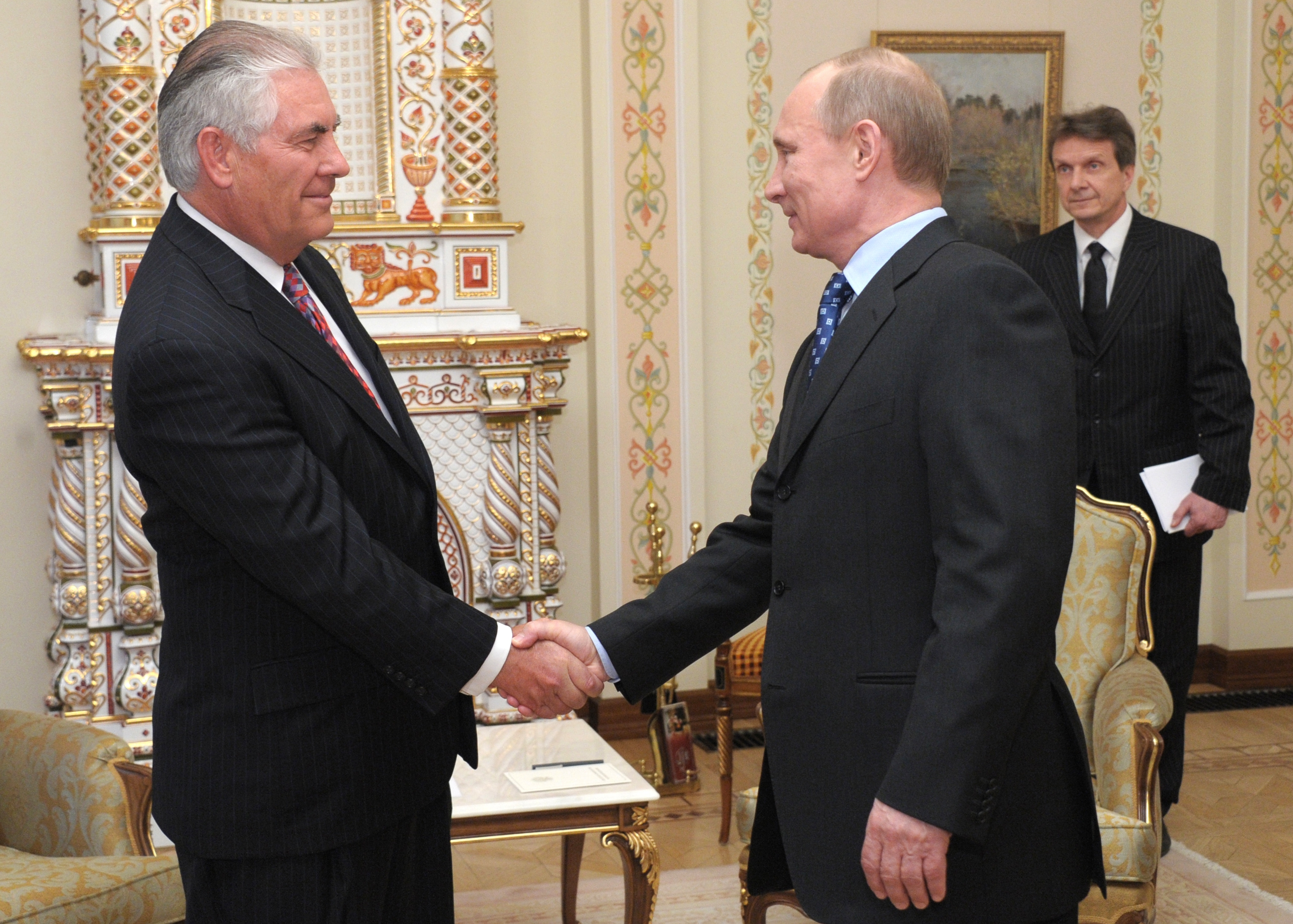
Rex Tillerson s ruským prezidentem Vladimirem Putinem (2012)

Za svoje služby společnosti ExxonMobil obdržel v roce 2012 celkovou odměnu ve výši 40,5 milionů dolarů. V roce 2013 to bylo 28,1 milionu, v roce 2014 33,1 milionu a v roce 2015 27,2 milionu dolarů. Koncem roku 2016 vlastnil akcie společnosti ExxonMobil v hodnotě 54 milionů a nadto měl nárok na koupi akcií ve výši 180 milionů dolarů v dalších deseti letech. Jeho celkový majetek byl odhadován na nejméně 300 milionů dolarů.
Po nominaci na funkci amerického ministra zahraničí se jeho nástupcem ve vrcholné funkci koncernu ExxonMobil stal od 1. ledna 2017 51letý Darren Woods, dosavadní druhý muž v hierarchii společnosti.

## Politické působení

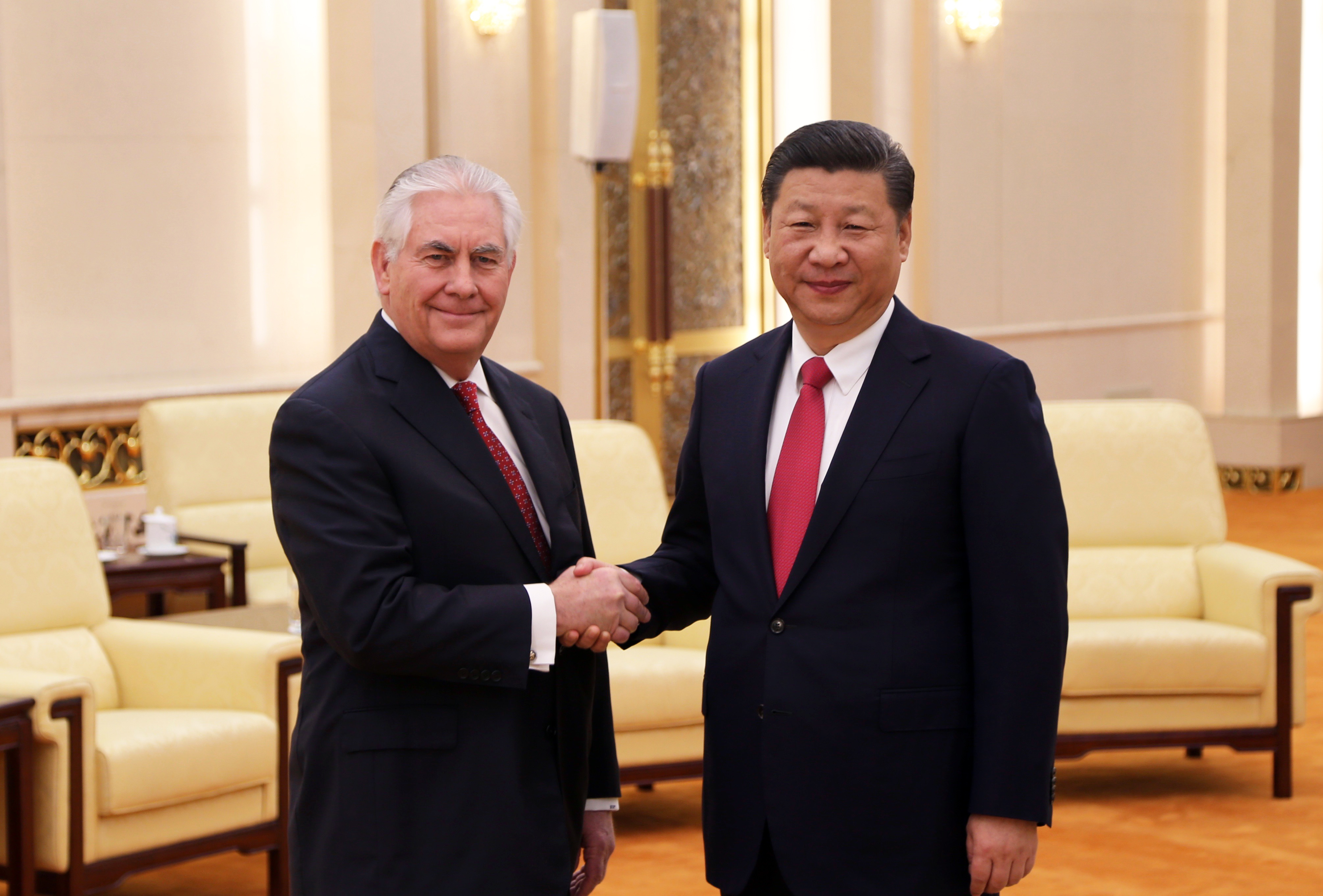
Ministr zahraničí Tillerson s čínským prezidentem Si Ťin-pchingem v Pekingu, 19. března 2017

Tillerson byl letitým sponzorem volebních kampaní amerických republikánů. 13. prosince 2016 oznámil zvolený prezident USA Donald Trump, že jej navrhne jako svého ministra zahraničí. Údajně byl doporučen bývalou ministryní zahraničí Condoleezzou Riceovou a bývalým ministrem obrany Robertem Gatesem.
V minulosti vyjednával energetické partnerství s Ruskem a prezident Vladimir Putin mu v roce 2013 udělil Řád přátelství, ruské nejvyšší vyznamenání pro cizince. Senátor John McCain a někteří další republikánští a především demokratičtí členové Kongresu USA jej kritizovali za přátelské vztahy s Ruskem. Podle některých amerických médií mohly být tyto vztahy problémem při jeho schvalování do funkce. Tillerson byl zprvu odpůrcem sankcí uvalených Spojenými státy na Rusko po anexi Krymu v roce 2014.
Během schvalování jeho nominace na post ministra zahraničí v Senátu USA však uvedl, že anexe Krymu Ruskou federací je porušením mezinárodního práva a udělené sankce považuje za účinné. Vymezil se také negativně k dosavadnímu působení Číny v Jihočínském moři, na což Čína reagovala pohrůžkou jaderné války.
Při svém schvalovacím řízení v Senátu USA se nejprve představil senátnímu výboru pro zahraniční politiku. Musel zodpovědět řadu detailních otázek senátorů obou politických stran. Kromě toho, že jeho kandidaturu principiálně odmítlo všech deset demokratických členů výboru, nemohl zprvu zcela počítat ani s hlasy tří republikánských senátorů. Byli to John McCain, Lindsey Graham a Marco Rubio, kteří měli námitky především kvůli jeho dřívějším kontaktům s oficiálními představiteli Ruska. Zatímco McCain a Graham Tillersona podpořili v neděli 22. ledna 2017, Rubiův souhlas získal až těsně před rozhodujícím hlasováním ve výboru v pondělí 23. ledna, a to poté, když písemně zodpověděl více než 100 senátorových otázek a osobně se s ním sešel. Výbor pak jeho kandidaturu schválil těsným poměrem hlasů 11 : 10 a postoupil ji senátnímu plénu ke konečnému rozhodnutí.

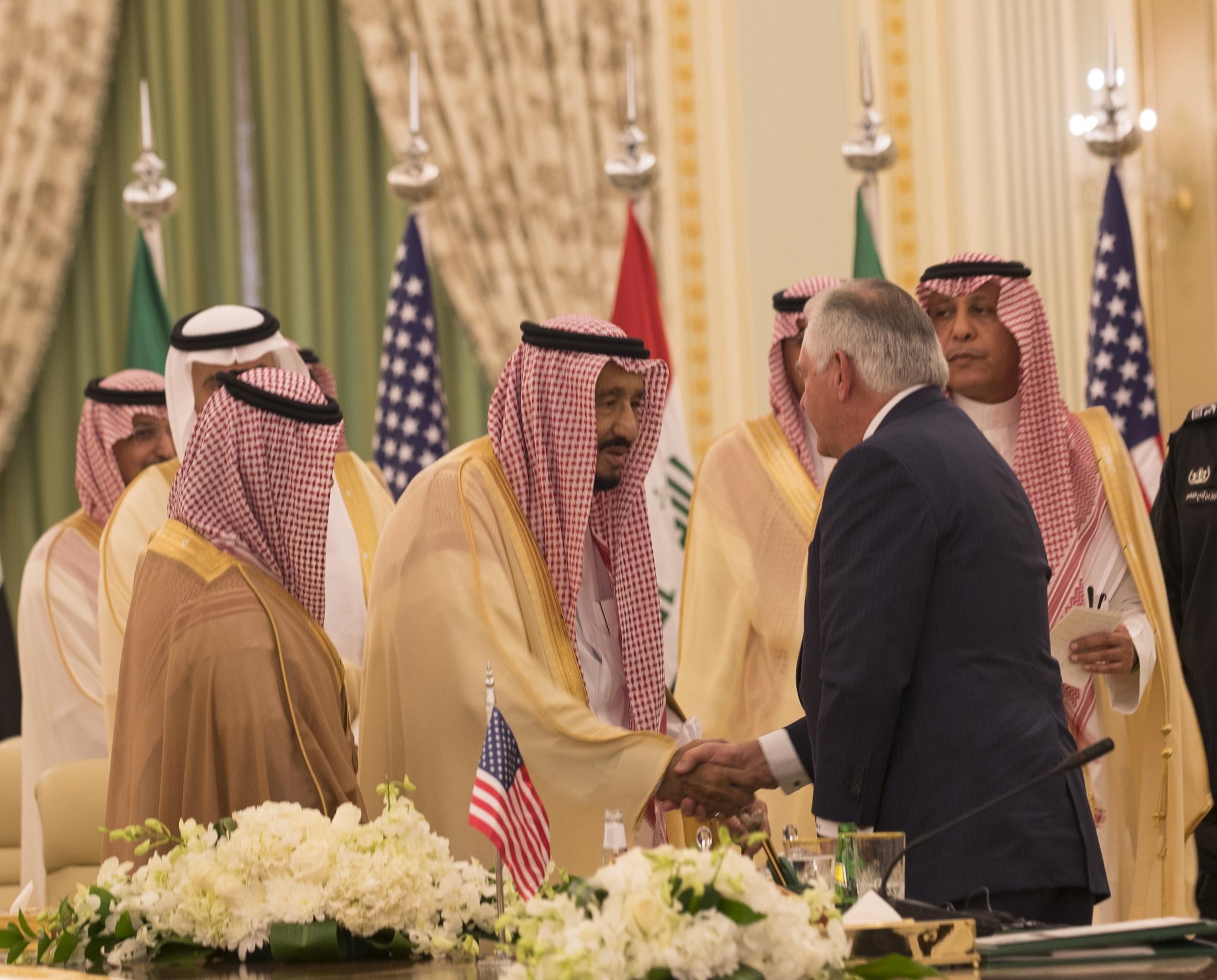
Ministr zahraničí Tillerson se zdraví s králem Saúdské Arábie Salmánem v Rijádu, 22. října 2017

Dne 31. ledna 2017 byl potvrzen plénem Senátu USA jako ministr zahraničí USA. Pro něj hlasovalo 56 senátorů, proti němu 43 senátorů. Hlasovali pro něj všichni republikánští členové Senátu a také čtyři demokraté. Svůj úřad nastoupil den poté, 1. února 2017. Stal se tak nástupcem Johna Kerryho v této funkci.
Dne 13. března 2018 prezident Trump oznámil bez udání důvodu Tillersonovo odvolání z úřadu ministra zahraničí, s účinností k 31. březnu téhož roku. Nominovaným nástupcem se stal ředitel zpravodajské služby CIA Mike Pompeo. Tuto zprávu uveřejnil Trump na Twitteru v časné ranní hodině.